# Ellicott's Stone
La Ellicott's Stone, également appelée Ellicott Stone, est une borne frontière située près de Bucks, dans le nord du comté de Mobile, dans l'État de l'Alabama, aux États-Unis. Elle a été placée le 10 avril 1799 par un groupe de géomètres-experts hispano-américain, dirigé par Andrew Ellicott (en). Elle a été ajoutée dans le Registre national des lieux historiques le 11 avril 1973 et fait partie de la liste des National Historic Civil Engeneering Landmarks depuis 1968.
C'est le seul monument installé par Ellicott lorsqu'il a cartographié le 31e parallèle nord, qui marquait la frontière entre le Territoire du Mississippi, créé en 1798 et appartenant aux États-Unis, et la Floride occidentale, alors espagnole,. Cette frontière s'étendait du fleuve Mississippi à l'est à la rivière Chattahoochee à l'ouest, comme défini par le traité de Madrid de 1795. La Ellicott Stone est le point initial de toutes les autres délimitations du Public Land Survey System du sud de la région de l'Alabama et du Mississippi, et forme le point d'intersection entre ce qui est aujourd'hui connu comme le méridien Saint-Stephen (en) et la ligne de base Saint Stephen,,.

## Description
La borne en pierre, un bloc de grès ferrugineux d'environ 60 cm de hauteur et 203 mm d'épaisseur, se situe près de la rive gauche du fleuve Mobile, près de la Route 43,. Elle se trouve en forêt, et est protégée par un kiosque et une barrière,. La pierre fut cassée il y a quelques décennies, avant d'être réparée et installée dans un support en ciment. Sur le côté nord de la pierre est inscrit en anglais « U.S. Lat. 31, 1799 » ; sur le côté Sud est écrit en espagnol « Dominio De S.M. Carlos IV, Lat. 31, 1799. » (« Territoire de Sa Majesté Charles IV d'Espagne, Lat. 31, 1799 »). Une borne géodésique plus récente de la U.S. Coast and Geodetic Survey a été ajoutée sur le haut de la pierre,.